# Marty Allen
Morton David Alpern (23 de marzo de 1922-12 de febrero de 2018) más conocido como Marty Allen, fue un comediante, actor y filántropo estadounidense. Trabajó como humorista en clubes y como actor principalmente en programas de televisión. Su participación en el cine fue escasa, aunque tuvo una destacada actuación en la película cómica de 1966 The Last of the Secret Agents? Como filántropo, contribuyó con asociaciones como la American Cancer Society, The Heart Fund, March of Dimes, Fight for Sight y The Epilepsy Foundation.